# Gonn Mosny

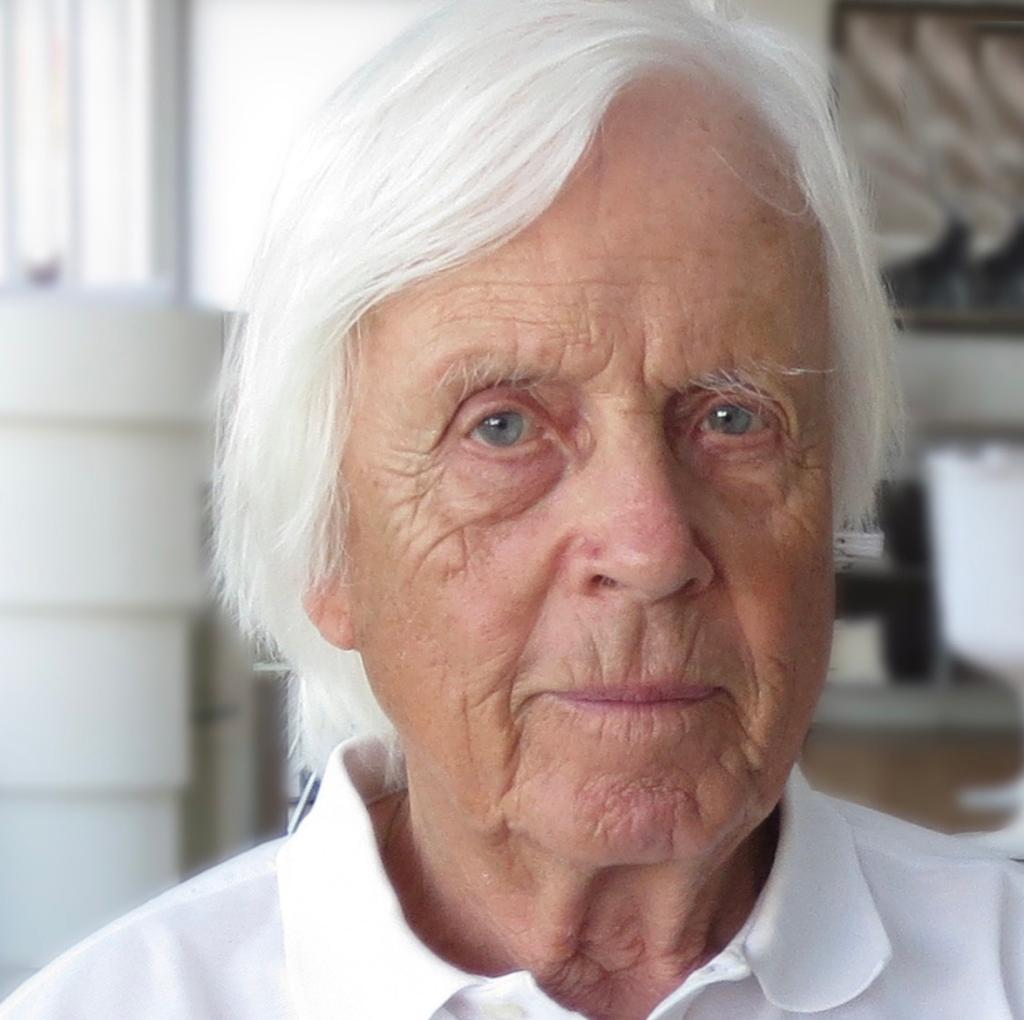
Gonn Mosny (2013)

Gonn Mosny (geb. 1. Mai 1930 als Eckart Mosny in Hamburg; gest. 21. September 2017 in Telfs) war ein deutscher Bildhauer, Maler und Hochschullehrer. Er war Gründungsrektor der Fachhochschule für Gestaltung in Pforzheim, an der er mehrere Jahre lehrte. Mosny hat in Deutschland zahlreiche Kunstwerke für den öffentlichen Raum geschaffen und seine Bilder wurden bei mehreren nationalen und internationalen Kunstausstellungen präsentiert.

## Ausbildung
Mosny absolvierte im Jahr 1948 ein Abendstudium der Malerei bei Eduard Hopf an der Landeskunstschule in Hamburg, der heutigen Hochschule für bildende Künste. Er schloss im Jahr 1952 eine Ausbildung zum Lithografen ab und zog anschließend von Hamburg nach Stuttgart. Dort studierte Mosny Malerei bei Willi Baumeister, der erheblichen Einfluss auf ihn hatte. Seine Erfahrungen in Baumeisters Meisterklasse an der Staatlichen Akademie der Bildenden Künste Stuttgart inspirierten Mosny zum Verständnis der Malerei als vom Kunstwollen befreiten Vorgang. Zudem machte Baumeister Mosny mit den Prinzipien den Zen vertraut.

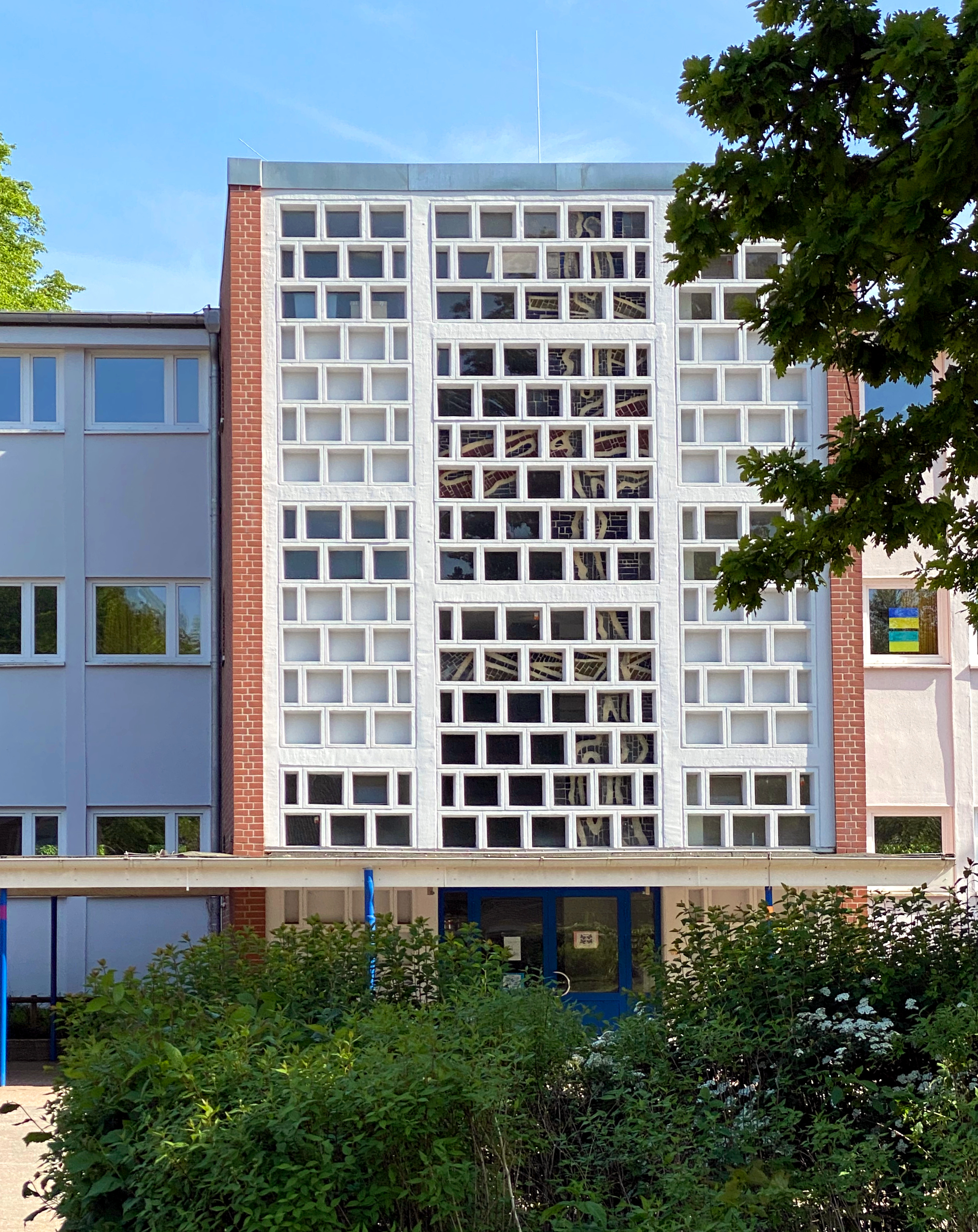
Von Mosny gestaltete Glasfensterfront einer Schule in Hamburg-Stellingen

## Leben und Werk
Unter Einbeziehung der „Absichtslosigkeit“, die er aus dem Zen übernahm, entwickelte Mosny einen kubistischen Stil. Nach dem Studium war er zunächst in Stuttgart-Vaihingen als freiberuflicher Maler und Bildhauer tätig. Er richtete sich in 1959 ein eigenes Atelierhaus und fertigte hauptsächlich großflächige gegenstandslose Reliefs. Motive waren beispielsweise Knoten oder abstrakt verfremdete Reißverschlüsse. Mosny realisierte in dieser Zeit unter anderem architekturgebundene Aufträge an öffentlichen Gebäuden in den Materialien Naturstein, Beton, Holz und Keramik. So fertigte er beispielsweise ein wandfüllendes Farbpanorama aus Keramikfliesen für das Städtische Hallenbad in Rottweil und im Jahr 1966 ein mehrteiliges Relief für das Hallenbad in Fellbach. Ab 1964 arbeitete er dann als Dozent für Malerei an der Kunst- und Werkschule in Pforzheim. Im Jahr 1971 erhielt er eine Professur für Malerei und wurde Gründungsdirektor der Fachhochschule für Gestaltung Pforzheim, der heutigen Hochschule Pforzheim. Bis 1984 leitete Mosny die dortige Malklasse. Anschließend verlegte er seinen Wohnsitz in die Provence, wo er bis in die 1990er Jahre zurückgezogen lebte. Mosny richtete sich ein Atelierhaus im französischen Gordes, nahe Avignon ein. Hier inspirierten ihn die alten Steine und Balken der Häuser zu figürlichen Werken, die er „wie im Zen“ ohne sichtbaren Eingriff zusammenfügte. In seinem Atelierhaus „Fontanille“  schuf er zudem großformatige Bilder in intensiver Farblichkeit, die weder als abstrakt, noch als figürlich einzuordnen sind. Im Jahr 1997 kehrte Mosny mit seiner Frau in das Atelierhaus in Stuttgart zurück. 2005 zog das Paar nach Telfs in Tirol, wo er sich ein neues Atelier einrichtete. Hier verstarb er im Jahr 2017.

### Ausstellungen (Auswahl)
Wie sein Lehrer Baumeister fasste auch Mosny die Malerei als spirituellen Akt auf und fertigte keine Werke für Ausstellungen an, woraus ein erschwerter Zugang zum Kunstmarkt resultierte. Trotzdem wurde seine Kunst national und international in renommierten Einrichtungen ausgestellt.
- 1990 Galerie Joachim Becker Cannes[2]
- 1992 Galerie Tobias Hirschmann Frankfurt[2]
- 2001 Haus der Kunst Guadalajara[6]
- 2008 11. Festival Cultural de Mayo Mexiko[6]
- 2014 Galerie Diehl Cube Berlin[4]
- 2017 Kunstraum Innsbruck[5]
- 2021 Villa Schindler Telfs[8]